# Sułaszewo
Sułaszewo (prononciation : [suwaˈʂɛvɔ]) est un  village polonais de la gmina de Margonin dans le powiat de Chodzież de la voïvodie de Grande-Pologne dans le centre-ouest de la Pologne.
Il se situe à environ 4 kilomètres au sud de Margonin (siège de la gmina), 18 kilomètres au sud-est de Chodzież (siège du powiat), et à 75 kilomètres au nord de Poznań (capitale de la Grande-Pologne).

## Histoire
De 1975 à 1998, le village faisait partie du territoire de la voïvodie de Piła.

Depuis 1999, Sułaszewo est situé dans la voïvodie de Grande-Pologne.